# 白雪碧
白雪 碧（しらゆき みどり）は日本の女性声優。主にアダルトゲームに出演する。

## 出演作品
太字は主役・メインキャラクター

### アダルトゲーム
2010年
- D.C. Dream X'mas 〜ダ・カーポ〜 ドリームクリスマス（月城 アリス）

2011年
- 電激ストライカー（一文字 さやか）
- 晴れときどきお天気雨（山上 絢音）

2012年
- 恋めくりクローバー（坂之上 未奏）
- カラフル☆きゅあー（アルス・マキナ）
- -atled-everlasting song（テルサ）
- 恋剣乙女（染谷 柚）
- ガンナイトガール（風祭 志乃）

2013年
- 僕が天使になった理由 LOVE SONG OF THE ANGELS.（若松 みなも）
- ラヴレッシブ（鷹羽 涼）
- ChuSingura46+1 -忠臣蔵46+1-（色部 安長、矢頭 絹)
- らぶおぶ 恋愛皇帝 of LOVE!（榊原 イサミ）
- 我が家のヒメガミさまっ!（阿刀 椿姫）
- 戦国†恋姫〜乙女絢爛☆戦国絵巻〜（武田 光璃 晴信）

2014年
- 恋剣乙女〜再燃〜（染谷 柚）
- アストラエアの白き永遠（橘 葉月）

2015年
- 僕と恋するポンコツアクマ。（竜泉寺 愛花）
- 果つることなき未来ヨリ（フランチェスカ・スクワール）
  - 果つることなき未来ヨリ X-RATED（フランチェスカ・スクワール）

2016年
- 戦国†恋姫X〜乙女絢爛☆戦国絵巻〜（武田 光璃 晴信）
- 僕と恋するポンコツアクマ。すっごいえっち！（竜泉寺 愛花）

2017年
- ニュートンと林檎の樹（一二三 四五）
- フルキス（八重樫 結希）
- もののあはれは彩の頃。（琥珀）

2018年
- BALDR BRINGER EXTEND CODE（フリスチーナ・コクリー、A・キニアン）

2019年
- さくら、もゆ。-as the Night's, Reincarnation- (ナナ)
- Eスクールライフ (鈴山 美里)
- 若葉色のカルテット (守谷 ひより)
- 同じクラスのアイドルさん。Around me is full by a celebrity. (悠木 和心)

2020年
- 俺の姿が、透明に!? 不可視の薬と数奇な運命 (待雪 亜芽)
- 響野さん家はエロゲ屋さん!（悠木 和心）

2021年
- 海と雪のシアンブルー (萩野 夢)
- ハジラブ -Making*Lovers-（秤 結衣）
- D.C.4 Plus Harmony ～ダ・カーポ4～ プラスハーモニー（白河ひより）
- ウチはもう、延期できない。（悠木 和心）

2022年
- D.C.4 Sweet Harmony 〜ダ・カーポ4〜 スイートハーモニー（白河 ひより）
- ハジラブ -Making*Lovers- ミニファンディスク Vol.01 桜子＆結衣編（秤 結衣）

2023年
- 戦国†恋姫EX参～毛利家の絆編～（武田 光璃 晴信）

### オンラインゲーム
- あいりすミスティリア!〜少女のつむぐ夢の秘跡〜（ファム・ファルフォーフ）[29]
- UNITIA 神託の使徒×終焉の女神（フランチェスカ）
- 星彩のアステルマキナ 開発中止（アンタレス）[30]

### アニメ
- あきそら ～夢の中～（葵ナミ[31]）
- オトメドリ（沖野凛花）
- ショッキングピンク！（張飛）
- ふくびき！トライアングル～（東雲双葉）
- Floating Material（上里 ひまり）
- HHH トリプルエッチ 2nd（こなみ）
- 陵辱ファミレス調教メニュー・下巻（萌美）
- 鬼父（秋月愛莉）
- 都市伝説シリーズ　其の肆（よん）・其の陸（ろく）（メリーちゃん）
- 性活週間 THE ANIMATION  (千秋)